# Udmurtská kuchyně

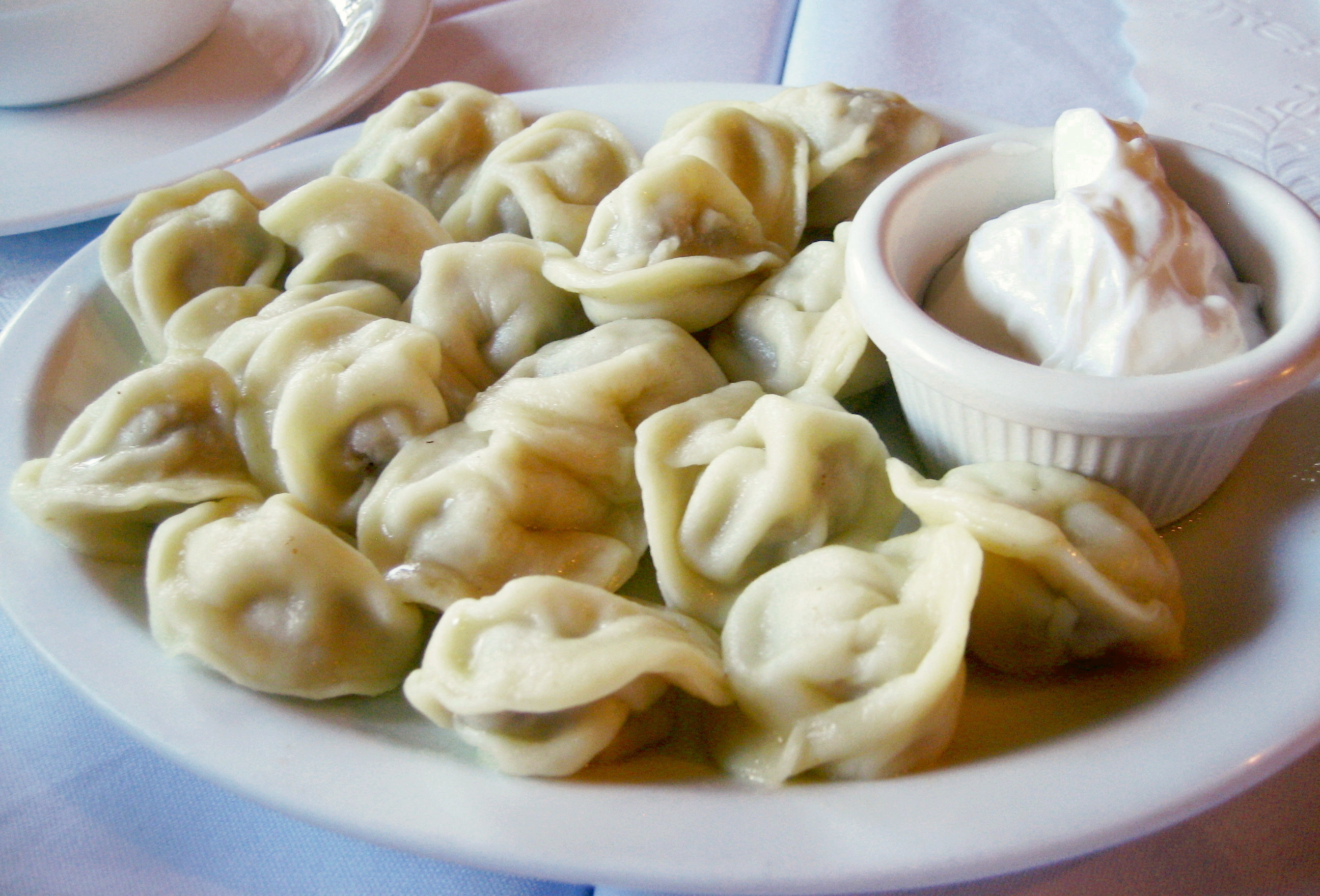
Pelmeně se smetanou

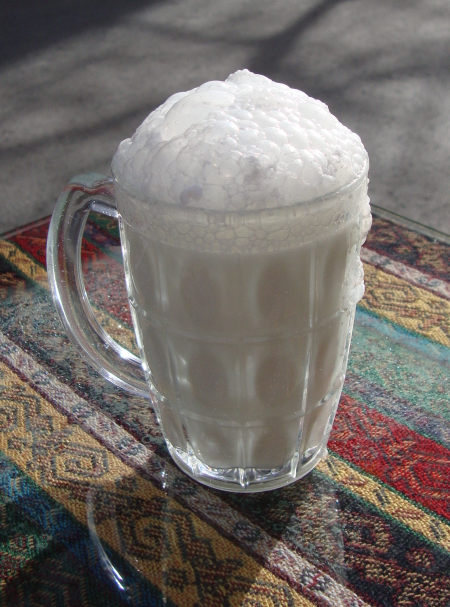
Ajran

Udmurtská kuchyně (udmurtsky: Удмурт сиён-юонъёс) je tradiční kuchyní Udmurtska, regionu ve východní části evropského Ruska. Byla ovlivněna kuchyněmi okolních národů (například baškirskou kuchyní), vliv ale měla i na ruskou kuchyni obecně. V udmurtské kuchyni se používá mnoho mléčných výrobků, masa (především hovězí, jehněčí, ryby a drůbež), které se připravuje na mnoho způsobů, zeleniny, hub a obilovin. Udmurtsko je známo svou produkcí medu a jahod.

## Příklady udmurtských pokrmů a nápojů
Příklady udmurtských pokrmů a nápojů:
- Pelmeně (udmurtsky: pel nan, v překladu uchový chléb), knedlíčky plněné masem nebo dalšími náplněmi. Je to jedno z nejtypičtějších pokrmů ruské kuchyně vůbec a o jejich původu se stálo vedou spory, je ale velmi pravděpodobné, že původně pocházejí z udmurtské kuchyně. Udmurtské pelmeně se nejčastěji připravují na podzim, jsou poměrně malé a připravují se ve velkém množství.
- Palačinky
- Perepeči, mělká miska těsta, naplněné směsí vajec a masa[5]
- Chléb
- Kaše
- Virtyrem, krvavá klobása
- Ajran
- Vodka[6]